# 福雷斯特格倫 (印地安納州)
福雷斯特格倫（英語：Forest Glen）是位於美國印地安納州科西阿斯科縣的一個非建制地區。該地的面積和人口皆未知。